# Jan Milostín Kratochvíle
Jan Milostín Kratochvíle (26. dubna 1818 Újezdec – 10. ledna 1899 Blovice), byl český a rakouský římskokatolický duchovní a politik, během revolučního roku 1848 poslanec Říšského sněmu.

## Biografie
Studoval na gymnáziu v Písku a v Praze. Potom vystudoval bohosloví v Praze v Českých Budějovicích. V roce 1844 byl vysvěcen na kněze. Působil jako katolický kněz. Publikoval náboženskou literaturu. Rodným jménem Jan Kratochvíle, v obrozeneckém stylu se podepisoval jako Jan Milostín Kratochvíle. Byl kaplanem ve Starém Sedle u Orlíku.
Během revolučního roku 1848 se zapojil do politiky. Ve volbách roku 1848 byl zvolen na ústavodárný Říšský sněm. Zastupoval volební obvod Březnice. Uvádí se jako kaplan. Patřil ke sněmovnímu bloku pravice, do kterého náležel český politický tábor, Národní strana (staročeši).
Od roku 1849 byl kaplanem v Blovicích. Od roku 1851 administrátorem v nedaleké Seči. V roce 1856 se stal administrátorem a farářem v Horčicích. V roce 1864 byl jmenován vikářem střídnictví nepomuckého a roku 1865 konzistorním radou. V roce 1869 nastoupil jako děkan do Blovic. V roce 1889 získal titul čestného kanovníka českobudějovické kapituly a v roce 1892 arcikněze klatovského okresu.
V budějovické edici Bibliothéka kazatelská a v edici Posvátná kazatelna Beneše Metoda Kuldy vydal řadu náboženských spisů. Sám byl literárně činný. V době úmrtí je popisován jako emeritní arcikněz, biskupský notář a děkan. Zemřel v lednu 1899.